# Гайнутдинов, Ильдар Ринадович
Ильда́р Рина́дович Гайнутди́нов (род. 30 ноября 2000 года, Москва) — российский танцовщик, хореограф, актёр, модель. Приглашённый солист продюсерской компании MuzArts, ведущий солист российского Театра танца Аллы Духовой «Todes», победитель восьмого сезона шоу «Танцуют все!» на телеканале СТБ (Украина, 2015), хореограф девятого сезона шоу «Танцуют все!» (Украина, 2016), финалист четвёртого сезона шоу «Танцы» на ТНТ (Россия, 2017), победитель World of Dance Polska (Польша, 2018), победитель Dance Revolution (Россия, 2021), участник международного песенного конкурса Eurovision Song Contest (Португалия, 2018), участник международного песенного конкурса Junior Eurovision Song Contest (Украина, 2013).

## Биография
Ильдар Гайнутдинов родился 30 ноября 2000 года в Москве.
Заниматься танцами Ильдар начал в возрасте 7,5 лет. Первым педагогом в танцевальной школе-студии «Todes» была Ольга Шкуратова. После первого года обучения основательница и художественный руководитель балета «Todes» Алла Духова, отметив талант парня, вручила ему грант на обучение, позволивший заниматься в её студии бесплатно.
Когда Ильдару было 14 лет, Алла Духова пригласила его в основной состав балета «Todes», тем самым юный танцовщик стал самым молодым участником основного состава «Todes» за всю его историю.
Параллельно с танцами осваивал элементы акробатики в школе олимпийского резерва. В 9 классе общеобразовательной школы перешел на дистанционную форму обучения, чтобы полностью сосредоточиться на занятиях по танцам. 
В 2018 году закончил общеобразовательную школу и в тот же год поступил в Российский институт театрального искусства — ГИТИС на Продюсерский факультет.
В июне 2022 года дебютировал на сцене Большого театра как приглашенный солист продюсерской компании MuzArts. Исполняет сольные партии в проектах «Postscript 2.0», «Лабиринт», «MODANSE».
На сегодняшний день является ведущим солистом балета «Todes» и выступает в программах с сольными номерами. Занят в танцевальных постановках «Инзэнайт», «Продолжение», «И приснится же такое», «Attention», «Мы».
Участвует в показах российских дизайнеров на Mercedes-Benz Fashion Week и Неделе моды в Москве. Сотрудничал с такими мировыми брендами как Adidas Originals, The Kooples, Lacoste, а также российскими брендами Lena Karnauhova, Dokuchaeva, Zasport. Снимался для журналов Vogue Italia, GMARO Magazine, PICTON Magazine, SHUBA Magazine, 7Hues Magazine, IMIRAGE Magazine.
В 2022 году дебютировал в кино. Сериал «БАЛЕТ», режиссер-постановщик Сангаджиев. Премьера планируется в мае 2023 г.

## Творчество
В 2013 году принял участие в выступлении российской исполнительницы Даяны Кирилловой на международном песенном конкуре Junior Eurovision Song Contest в Украине.
В 2015 году принял участие в восьмом сезоне украинского шоу «Танцуют все!» на телеканале СТБ, в котором одержал победу. Часть денежного вознаграждения, полученного на проекте, перечислил маме погибшего участника шоу «Танцуют Все!» Владимира Галенко.
В 2016 году принял участие в девятом сезоне шоу «Танцуют все» на телеканале СТБ в качестве хореографа.
В 2017 году в возрасте 16 лет стал самым молодым участником российского шоу «Танцы» на ТНТ. Выступление Ильдара настолько впечатлило опытных членов жюри, что юноше аплодировали стоя. Попал в команду хореографа Татьяны Денисовой и дошёл до финала, заняв четвёртое место.
В мае 2018 года на международном песенном конкурсе Eurovision Song Contest в Португалии исполнил поставленный совместно с Аллой Духовой танец в номере, который был подготовлен для певицы Юлии Самойловой продюсером и режиссёром Алексеем Голубевым.
В 2018 году стал победителем франшизы международного танцевального конкурса World of Dance Polska (Польша), организованного Дженнифер Лопес.
В 2021 году победил в российском танцевальном телепроекте на Первом канале – «Dance Революция».
В 2022 г. был приглашен в качестве члена жюри в танцевальный телепроект «Большие и маленькие» на телеканале Россия-Культура. 
В 2019 году неоднократно гастролировал в Монако в составе балета TODES. Исполнил сольные номера на сцене Opéra Garnier Monte-Carlo перед королевской семьей, в частности правящим князем Монако и герцогом Валентинуа. Выступал на турнире Monte-Carlo Rolex Masters 2019 и благотворительном вечере по приглашению князя Альбера Александра Луи Пьера Гримальди.
В 2021 г. выступал в Голливуде в качестве приглашённого гостя на церемонии World Choreography Awards, также известной как «Оскар танца».
Получил премию «Лучший танцор года 2021» по версии VIVO.
В декабре 2021 года, в рамках Международного музыкального фестиваля «Декабрьские вечера Святослава Рихтера» в ГМИИ им. Пушкина, состоялась премьера музыкально-хореографического спектакля «Магия Маски» в исполнении Ильдара Гайнутдинова. Режиссер-постановщик, хореограф – Алла Сигалова.
В мае 2022 г. в рамках XXXV Нуреевского фестиваля в Казани состоялось открытие выставки Фонда ГРАНИ «Окрыленные», на которой были представлены фото-работы Ильдара в образах «Демона» Михаила Лермонтова, а также героев «Волшебной флейты» Моцарта.
В июне 2022 года состоялась премьера проекта «POSTSCRIPT 2.0» компании MuzArts, в рамках которой на Новой сцене Большого театра Ильдар Гайнутдинов исполнил сольную партию в балете «Initium» Константина Кейхеля (мировая премьера) и в балете «Фавн» Сиди Ларби Шеркауи. 
В июле 2022 года выступил на Исторической сцене Большого театра в проекте «MODANSE». Сольные партии в балете «Как дыхание» Мауро Бигонзетти, при участии Светланы Захаровой.
Награждён дипломом «Человек года 2022» от комитета поддержки Программ Президента Российской Федерации В.В. Путина в сфере культуры, науки, медицины, образования и промышленности России. Номинация ИСКУССТВО «За вклад в развитие искусства России».
В ноябре 2022 года состоялась мировая премьера проекта «Лабиринт» компании MuzArts, в рамках которой на Новой сцене Большого театра Ильдар Гайнутдинов исполнил сольные партии в балетах «Минотавр» Патрика де Бана и «Сияние» Ольги Лабовкиной.
В январе 2023 года дебютировал в балете «Габриэль Шанель» на сцене Dubai Opera (Дубай, ОАЭ). Сольная партия «Аполлон» хореографа Юрия Посохова, основой которой стоит академический классический танец. При участии Светланы Захаровой.
18-22 марта 2023 г. в рамках X Транссибирского Арт-Фестиваля выступил на Большой сцене НОВАТа и в Красноярском государственном театре оперы и балета. Спектакль «MODANSE», при участии Светланы Захаровой. Исполнил сольную партию и дуэт в балете «Как дыхание» и классическую партию Аполлона в балете «Габриэль Шанель».
Номинирован на Премию Художественного театра МХТ им. Чехова  в области искусств, направленную на поддержку и популяризацию молодых деятелей искусств до 35 лет, ярко заявивших о себе в 2022 году. Номинация «БАЛЕТ» за партию Фавна в балете «Фавн» Сиди Ларби Шеркауи.

## Мастер-классы
С 14 лет активно принимает участие в танцевальных конкурсах и фестивалях в качестве члена жюри и проводит танцевальные мастер-классы. Посещал с мастер-классами города России, Украины, Польши, Беларуси, Латвии, Болгарии, Казахстана, Испании, Греции, Кипра, Португалии, Таиланда, ОАЭ.

## Семья
Мать — Рената Мазалова, сестра — Валерия Ефремова.

### Личная жизнь
В июле 2025 года объявил об отношениях с двукратной чемпионкой мира по фигурному катанию Евгенией Медведевой, опубликовав в соцсетях серию романтических фото с подписью "Сквозь танец - в жизнь". В интервью журналу "7 дней" Ильдар рассказал, что чувства начали зарождаться на проекте "Звездные танцы на ТНТ" осенью 2024 года, где Медведева и Гайнутдинов выступали в паре.